# Marks & Spencer

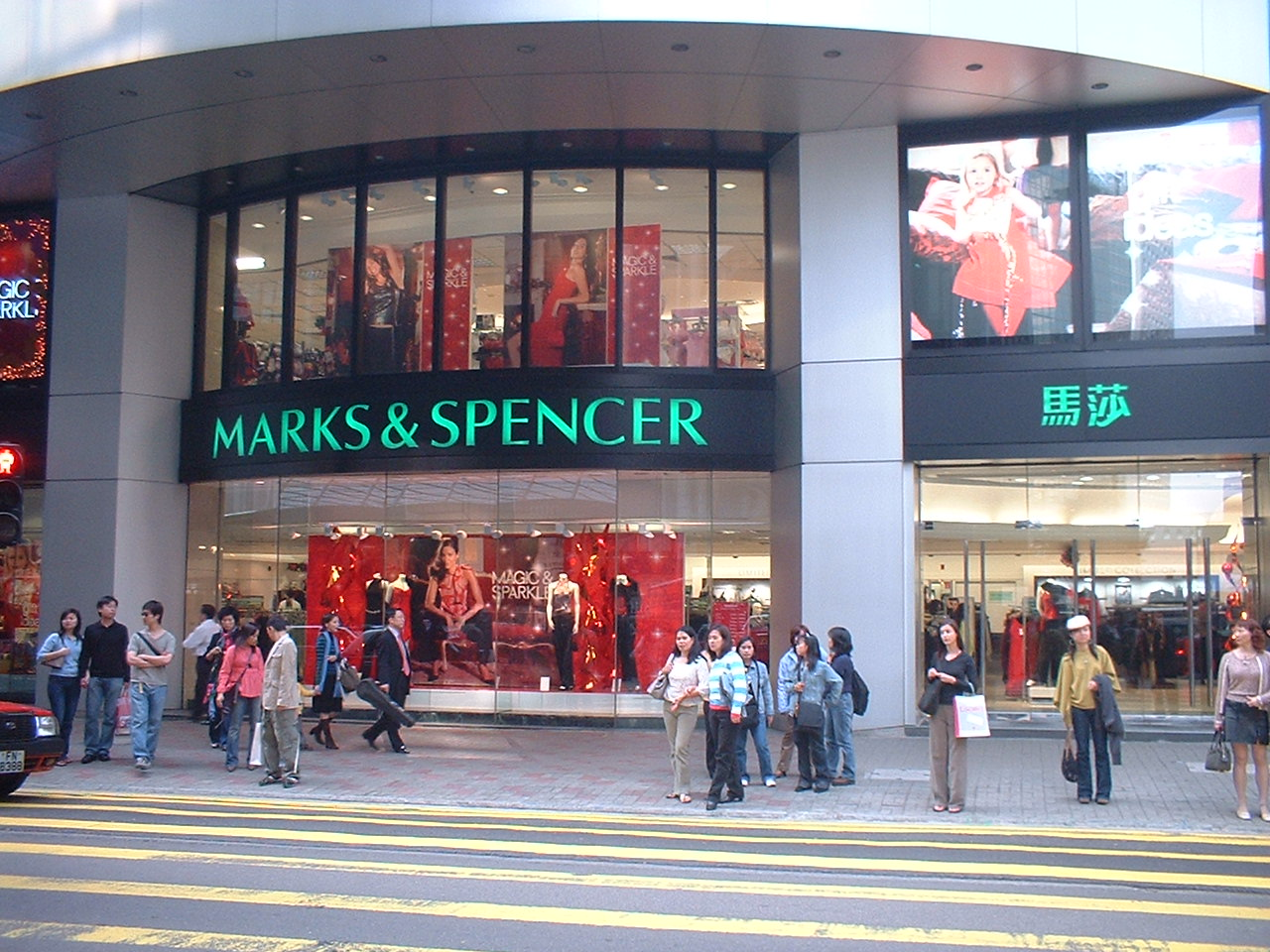
Ett Marks & Spencervaruhus i Hongkong

Marks & Spencer (M&S) är en varuhuskedja med ursprung i Storbritannien med över 800 butiker. Företaget grundades av Michael Marks och Thomas Spencer. Det första varuhuset öppnades 1884 i Manchester i England. Idag är koncernen noterad på Londonbörsen och driver varuhus i mer än 40 länder. 